# Gornji Čemehovec
Gornji Čemehovec is een plaats in de gemeente Kraljevec na Sutli in de Kroatische provincie Krapina-Zagorje. De plaats telt 135 inwoners (2001).